# دستگاه اتانازی
الگو:اتانازی
دستگاه اتانازی (اتانازی) وسیله‌ای است که به انسان اجازه می‌دهد با تحمل کم‌ترین درد ممکن خود را بکشد. این دستگاه به افرادی که بیماری لاعلاج دارند، کمک می‌کند تا به‌صورت داوطلبانه و بدون تحمل دردهای مزمن و سخت، به زندگی خود به‌شکل  اتانازی  پایان دهند. افرادی که مایل به اتانازی هستند، هم می‌توانند خود از این دستگاه استفاده و آن را راه‌اندازی کنند، و هم می‌توانند با کمک گرفتن از شخص دیگری، مثلاً یک پزشک، از آن استفاده کنند که در صورت دوم به آن خودکشی کمکی گفته می‌شود. همواره بحث و جدل دربارهٔ مسائل اخلاقی اتانازی و استفاده از دستگاه اتانازی وجود داشته و دارد.

## ثاناترون
ثاناترون نوعی دستگاه اتانازی است که جک کورکیان آن را اختراع نمود. طرز کار این دستگاه بدین صورت است که پس از اتصال به بدن فرد، وی می‌تواند با فشردن یک دکمه سبب تزریق داروهای مرگبار به بدن خود شده و از این طریق اتانازی اتفاق می‌افتد. تا به حال دو اتانازی از طریق تزریق وریدی داروهای کشنده به‌وسیلهٔ این دستگاه به ثبت رسیده است. کِوُرکیان نام اختراعش را «ثاناترون» یا «ماشین مرگ» گذاشت. دستگاه ثاناترون دارای سه کپسول به پهنای ۱۵۰ میلی‌متر و ارتفاع ۴۶۰ میلی‌متر است که بر روی یک چارچوب فلزی نصب شده‌اند. بر روی هر یک از این کپسول‌ها یک سرنگ تعبیه شده که سوزن آن وارد یکی از رگ‌های دست فرد می‌گردد. در کپسول اول سرم نرمال سالین وجود دارد. در کپسول دیگر نوعی باربیتورات خواب‌آور به‌نام تیوپنتال سدیم و در کپسول سوم هم ترکیبی از پتاسیم کلرید برای ایست قلبی و پانکورونیوم برای آرامش بدن و جلوگیری از چنگه در هنگام مرگ موجود است. از این داروها در اعدام از طریق تزریق کشنده نیز استفاده می‌شود؛ با این تفاوت که در تزریق کشنده، پانکورونیوم، قبل از پتاسیم کلرید به بدن فرد تزریق می‌شود. روند کار بدین صورت است که ابتدا فرد کمک‌کننده فرایند تزریق سالین را آغاز می‌کند. سپس خود فردی که قصد مردن دارد می‌بایست با زدن یک دکمه یا کشیدن یک طناب باعث تزریق تیوپنتال سدیم به بدن خود شود. پس از آن‌که فرد بیهوش شد، دستگاه شروع به تزریق داروی مرگبار پتاسیم کلرید به بدن وی می‌کند. نظر بر این است که مواد مرگبار پس از آن‌که فرد بیهوش شد وارد جریان خون وی گردد. زمان مرگ با این روش ۲ دقیقه است.

## مرسیترون
کِوُرکیان در ساخت دستگاه دیگری به‌نام «مرسیترون» یا «ماشین ترحم» که گاز کربن مونوکسید را از طریق یک ماسک گاز به بدن فرد منتقل می‌کند نیز مشارکت داشت. وی نمی‌توانست خود، دستگاه مرسیترون را بسازد و می‌بایست از طریق افراد دیگر دست به این کار می‌زد چرا که پس از دو اتانازیی که توسط ثاناترون صورت پذیرفت، جواز پزشکی وی باطل شد و او دیگر به داروهای مرگبار دسترسی نداشت. مرسیترون دستگاهی است بسیار ساده که تنها شامل یک کپسول کربن مونوکسید است که از طریق یک لولهٔ باریک به یک ماسک گاز متصل است. برای راه‌اندازی آن کافی است فرد یک شیر را باز کند تا گاز کربن مونوکسید به جریان بیفتد. اگر فرد توانایی فیزیکی برای چرخاندن شیر نداشته باشد، برای آسانی کار یک دستهٔ کمکی نیز به شیر متصل می‌شود. براساس تخمین کورکیان، زمان مرگ با این روش ۱۰ دقیقه یا بیشتر است. وی گاهی از فرد می‌خواست که در هنگام انجام عملیات اتانازی از داروی مسکن استفاده کند و عضلات بدن خود را با نفس‌های عمیق، آرام نگاه دارد. گاز مونوکسید کربن می‌تواند برای کسانی که جسد را پیدا می‌کنند، همچون خانواده یا پلیس، مخاطره‌آمیز باشد.

## ماشین رهایی

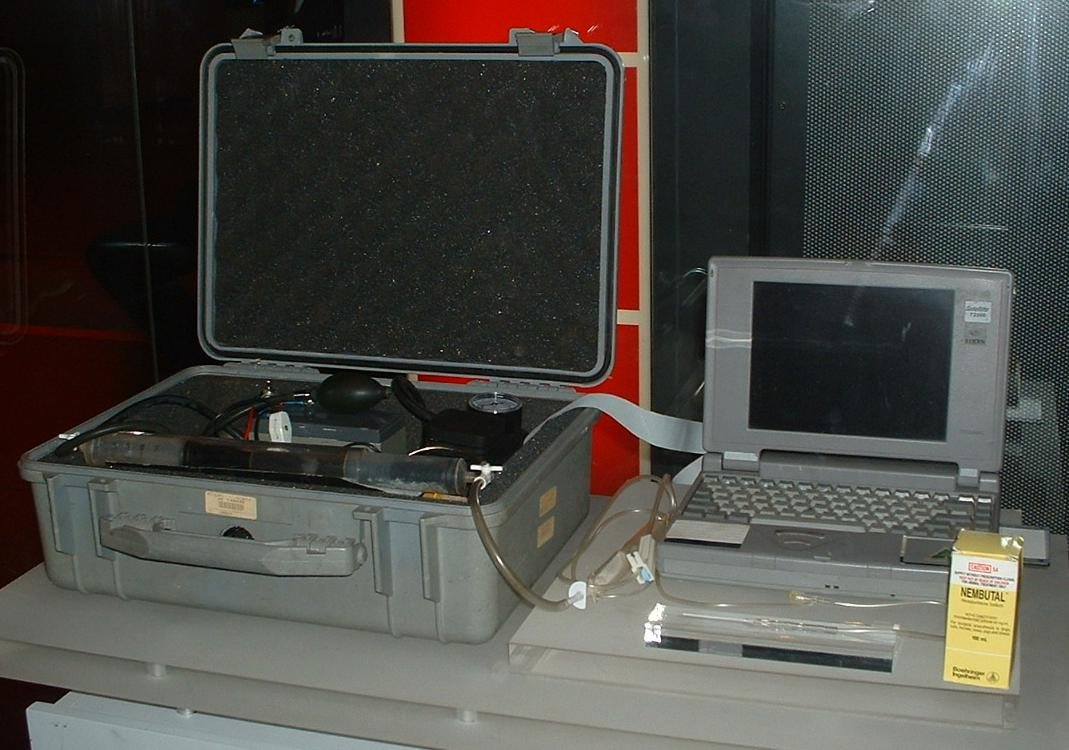
ماشین رهایی توسط فیلیپ نیچک اختراع شد. در این دستگاه از یک لپ‌تاپ که نرم‌افزاری به‌نام «رهایی» روی آن نصب است، استفاده شده است. این نرم‌افزار یک سری سؤال بله یا نه از فرد می‌پرسد و در صورتی که پاسخ‌های فرد مثبت باشد، عملیات تزریق کشنده به‌طور اتوماتیک آغاز می‌شود. انجام عمل اتانازی از ۱۹۹۵ تا ۱۹۹۷ در کشور استرالیا با این دستگاه آزاد بوده است.

ماشین رهایی توسط فیلیپ نیچک اختراع شد. در این دستگاه از یک لپ‌تاپ که نرم‌افزاری به نام «رهایی» روی آن نصب است، استفاده شده است. این نرم‌افزار یک سری سؤال‌هایی را از فرد می‌پرسد و اگر پاسخ فرد درست باشد، دستگاه عملیات تزریق باربیتورات خواب‌آور و تزریق کشنده را به‌طور خودکار شروع می‌کند. نیچک در مصاحبه‌ای دلایل خود برای ساخت این دستگاه را بیان نمود. او عقیده داشت که حتی اگر اتانازی از نظر قانونی آزاد باشد و پزشک بتواند این کار را انجام دهد، بهتر این است که خود بیمار، شروع‌کنندهٔ عملیات باشد. همچنین دستگاه به فرد این اجازه را می‌دهد که پس از آن‌که دکمه را فشار داد، با خانوادهٔ خود خلوت کند. این دستگاه تحت قانون حمایت از بیماران لاعلاج مصوب ۱۹۹۵ در قلمرو شمالی استرالیا ساخته شد اما بعدها این قانون مُلغا گردید.

## دستگاه اتانازی خروج جهانی

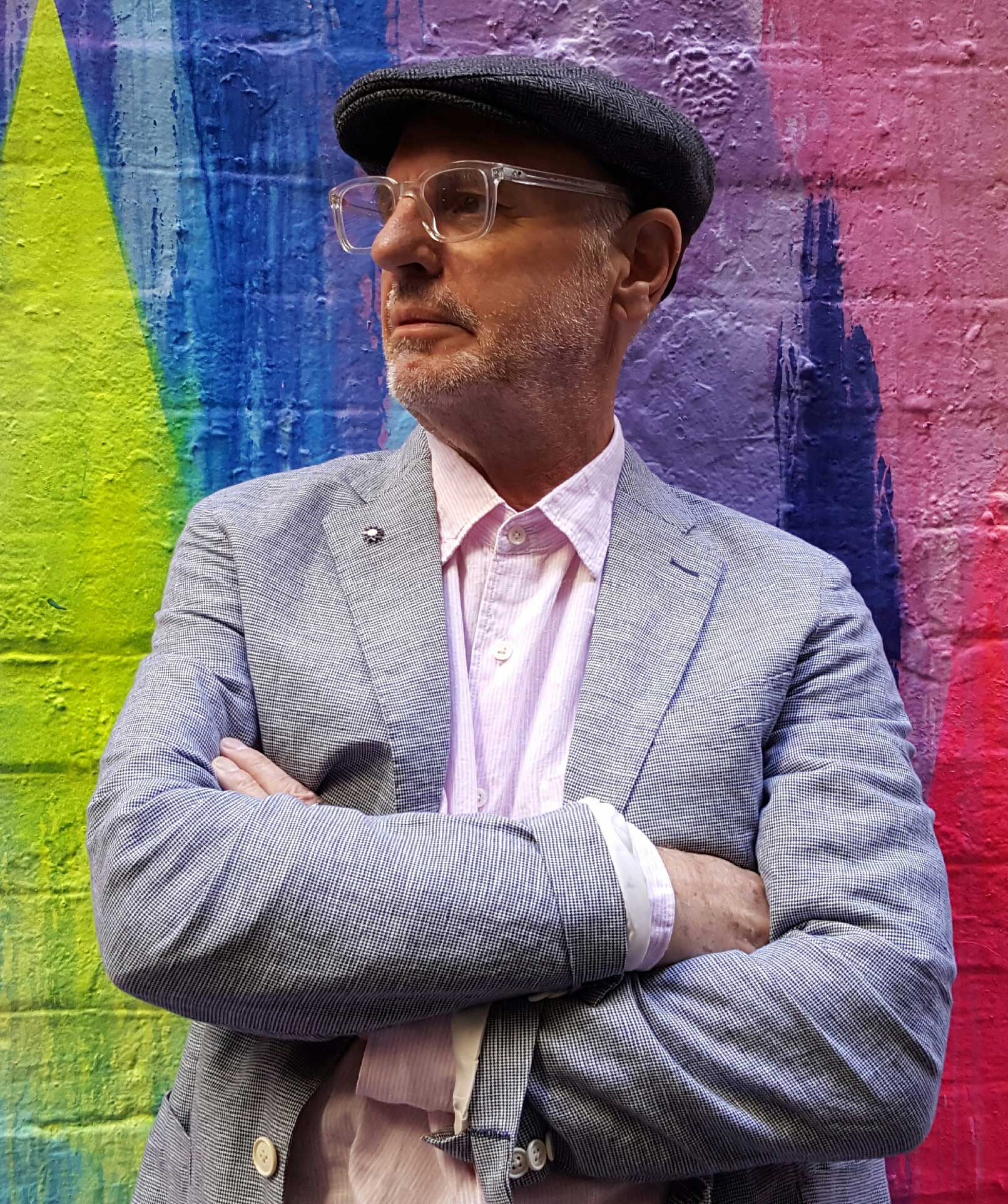
فیلیپ نیچک

دستگاه خروج نیز توسط نیچک در سازمان غیرانتفاعی خروج جهانی در سال ۲۰۰۸ اختراع شد. در این دستگاه از یک کپسول گاز معمولی پیکنیک پر از گاز نیتروژن، یک کیسه خودکشی و یک لولهٔ باریک پلاستیکی که یک سر آن داخل کیسهٔ خودکشی قرار دارد و سر دیگر آن به کپسول گاز نیتروژن متصل است، استفاده شده است. این دستگاه در واقع بهینه‌سازی‌شدهٔ روش خودکشی به‌وسیلهٔ کیسه خودکشی به اضافهٔ هلیوم است که نیچک در کتابش با عنوان کتابچه راهنمای داروی آرام آن را به تفصیل توضیح داده است. عقیدهٔ نیچک بر این است که به‌جای استفاده از یک کپسول گاز از پیش پُرشده از هلیوم، می‌توان سیلندرهای ال‌پی‌جی خالی را با فشار ۳۳۰۰ پاسکال از گاز نیتروژن پر نموده و سپس با استفاده از یک نازل گاز نیتروژن را به طوری که ۱۰ لیتر در هر دقیقه وارد کیسه خودکشی شود، به جریان انداخت.
مزایای استفاده از دستگاه خروج نسبت به کیسهٔ خودکشی عبارت‌اند از:
- نیتروژن فراوان‌تر و در دسترس‌تر از هلیوم است و میزان جریان آن نیز طولانی‌تر است.
- نیتروژن از نظر فیزیولوژی از هلیوم بهتر عمل می‌کند چرا که نتایج معکوس کمتری دارد (در مرگ‌هایی که توسط هلیوم اتفاق افتاده‌اند، اسپاسم عضلانی دردناکی مشاهده شده است)
- چنانچه کپسول حاوی نیتروژن، نشتی داشته باشد، می‌توان دوباره آن را به‌راحتی به میزان ۴۰۰ پوند مکعب با فشار ۲۸۰۰ پاسکال پر نمود. درحالی‌که اگر کپسول هلیوم نشتی داشته باشد، امکان پر کردن آن وجود ندارد و می‌بایست آن را دور انداخته و کپسولی دیگر تهیه کرد.

نیچک معتقد است که این روش، بی‌عیب و نقص و همچنین غیرقابل تشخیص است چرا که تمامی ابزار مورد نیاز برای ساخت آن را می‌توان از ابزارفروشی‌ها به‌راحتی تهیه نمود. همچنین بیمار با استنشاق نیتروژن خالص به‌سرعت بیهوش می‌شود (تقریباً پس از ۱۲ ثانیه) و مرگ، دقایقی بعد رخ خواهد داد. وی می‌گوید: «خب این کار خیلی سریع بوده و نیازی به دارو هم نیست. مهم‌تر این‌که صددرصد جواب می‌دهد. این روش، پایا، آرام، در دسترس و غیرقابل تشخیص است.» همچنین وی در سال ۲۰۱۰ اظهار داشت که هلیوم در کالبدگشایی قابل تشخیص است. کارایی این روش بیشتر به‌دلیل محروم داشتن بدن از اکسیژن، هیپوکسی و در نتیجه خفگی است. کمبود اکسیژن و وفور دی‌اکسید کربن سبب ایجاد نوعی حس وحشت ناشی از اختناق و در نتیجه هایپرکاپنیا می‌شود. در حالی‌که با استفاده از گازهای بی‌اثر همچون نیتروژن، هلیوم یا آرگون، چنین واکنش‌هایی از بدن دیده نمی‌شود. ایدهٔ اولیهٔ اتانازی به‌وسیلهٔ محروم‌سازی اکسیژن از بدن، ابتدا توسط درک همفری در کتاب خروج نهایی به سال ۱۹۹۲ مورد بررسی قرار گرفت.

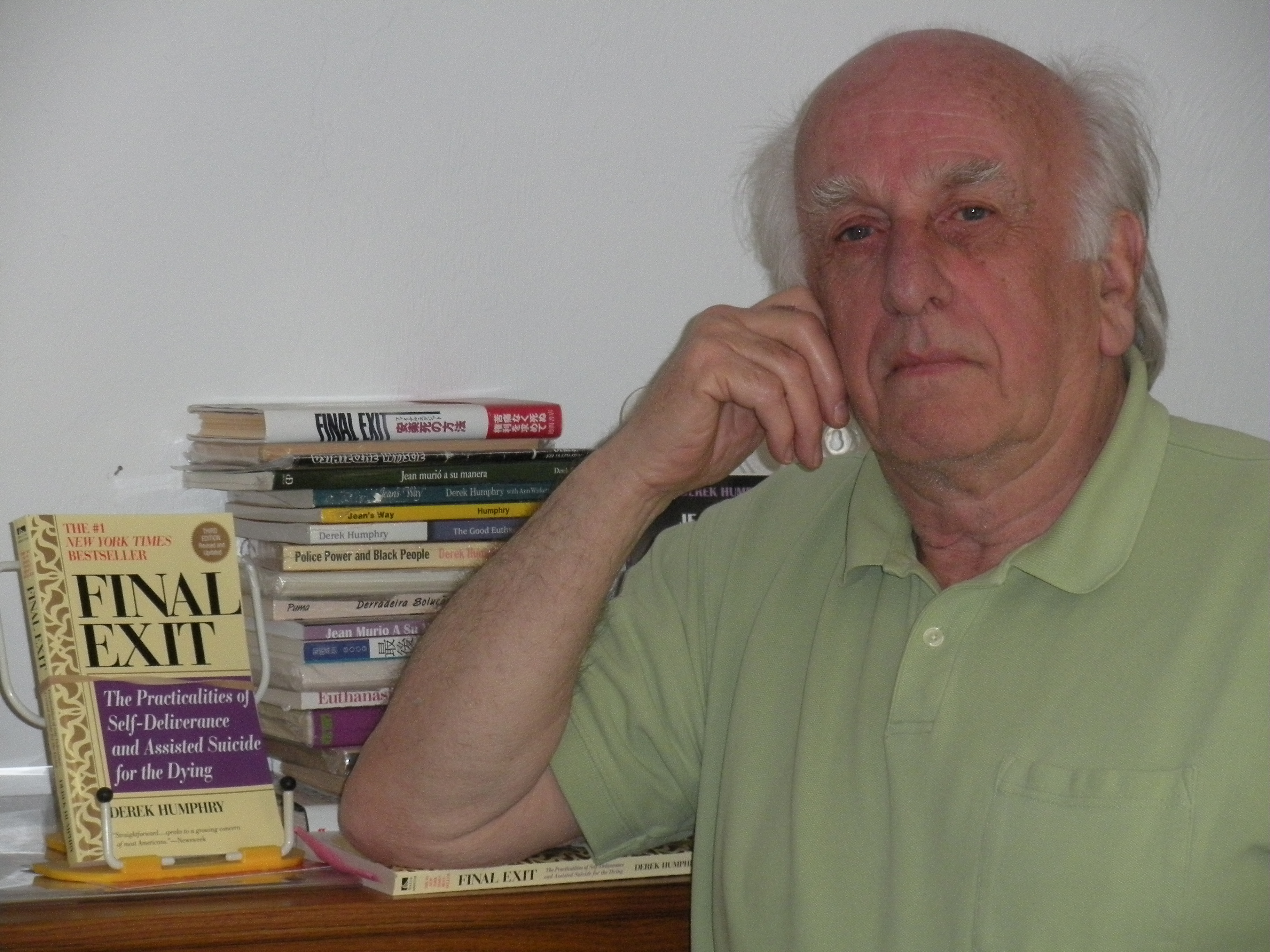
درک همفری، نویسنده کتاب خروج نهایی

این ایدهٔ اولیه بعدها توسط گروه نوتِک به ریاست جان هافسییز، فیلیپ نیچک و درک همفری در سال ۱۹۹۸ با جایگزینی گاز هلیوم، بهبود داده شد. نیچک با وجود آنکه در کتابچه راهنمای داروی آرام برای این روش استفاده از کپسول یک بار مصرف هلیوم (که معمولاً برای پر کردن بادکنک از آن استفاده می‌شود) را توصیه می‌کند، اما در اختراع خود از کپسول گاز معمولی پیکنیک استفاده می‌کند.
تماس نزدیک بدن انسان با گاز خنثی، کشنده است اما اگر گاز خنثی در هوا آزاد شود، به‌سرعت از بین می‌رود و ضرری برای دیگران ندارد. این نوع گاز، نه آتش می‌گیرد و نه منفجر می‌شود. همفری در کتابش توضیح می‌دهد که می‌توان برای این کار از یک کیسهٔ پلاستیکی محکم استفاده کرد و آن را ابتدا بر روی سر کشیده و سپس دهانهٔ آن را با یک طناب می‌بندیم. بعد با رهاسازی گاز خنثی از طریق لولهٔ باریکی که در کیسه تعبیه شده، باعث تماس نزدیک گاز با بدن می‌شویم که نتیجهٔ آن، مرگ فوری است.

## دستگاه سارکو
در سال ۲۰۱۷، نیچک یک کپسول خودکشی با چاپ سه‌بعدی را ابداع کرد که نام آن را «دستگاه سارکو» گذاشت. سارکو حاوی یک پد لمسی و نیتروژن است و پس از وارد کردن کد فعال‌سازی، «دوباره از فرد پرسیده می‌شود که آیا می‌خواهد بمیرد». پاسخ مثبت باعث می‌شود نیتروژن به داخل کپسول جریان یابد و اکسیژن را جایگزین کند و مدت کوتاهی پس از آن مرگ اتفاق بیفتد. دستگاه سارکو را نمی‌توان روی پرینترهای سه‌بعدی کوچک چاپ کرد. دستگاه سارکو یک «مرگ سرخوشانه» ارائه می‌دهد.

### دستگاه اتانازی پیشرفته
اتانازی پیشرفته شامل تزریق ایمپلنتی حاوی سموم کشنده به بیماران مبتلا به زوال عقل زودرس است. با پیشرفت بیماریِ بیمار، سموم از ایمپلنت خارج می‌شوند تا بیمار را بکشند.

## گزارش موردی
«مرگ با این روش در سال ۲۰۰۰ میلادی در کارولینای جنوبی اتفاق افتاد. مورد یک پیرزن ۶۰ساله بود که نوعی سرطان به‌نام AdCC گرفته بود. این سرطان حتی تا چشم‌های وی نیز پیشروی کرده بود و سبب دوبینی شده بود. شوهرش او ۲ ساعت پس از مرگش جسد وی را روی کاناپهٔ اتاق پذیرایی پیدا کرده بود. پیرزن در حالی پیدا شد که یک ماسک جراحی به صورت داشت و یک کیسهٔ پلاستیکی دور سرش پیچیده شده بود. کنار جسد او نیز یک کپسول گاز که روی آن نوشته شده بود «هلیوم» به چشم می‌خورد. لوله‌ای باریک به کپسول وصل بود که انتهای آن در کیسه قرار داشت. همچنین در کنار جسد پیرزن، نسخه‌ای از کتاب خروج نهایی و مجلهٔ هملاک سوسایتی به تاریخ بهار ۲۰۰۰ دیده می‌شد که مقاله‌ای دربارهٔ خودکشی با استفاده از گاز هلیوم در آن به چاپ رسیده بود. به‌نظر می‌رسید وی تمامی دستورالعمل‌های این کتاب و مجله را انجام داده است. پوست جسد، سالم بود و هیچ اثری از مسمومیت دیده نمی‌شد. انواع تست‌های سم‌شناسی نیز هیچ چیز به‌خصوصی را در ادرار و خون وی نیافتند. وقتی شخصی در یک محفظهٔ پلاستیکی پر از هلیوم نفس عمیق بکشد، به‌سرعت بیهوش شده و مرگ سریع اتفاق می‌افتد».
نیچک معتقد است که بیماران لاعلاج با استفاده از این دستگاه، بیشتر عمر خواهند کرد و میل به زندگی دارند چرا که این دستگاه به آن‌ها امکان می‌دهد که آیندهٔ خود را کنترل کنند. وی می‌گوید: «این‌که ما با استفاده از چنین دستگاهی به بیمار اجازه بدیم که زندگی و مشکل خود را خودش کنترل کند، باعث می‌شود که میل به زندگی در فرد بیمار بیشتر شود. شاید متناقض به‌نظر برسد ولی بیمارانی که حس می‌کنند زندگی و مرگ در اختیار خود آن‌هاست، کم‌تر به اعمال غم‌انگیز این چنینی دست می‌زنند.»